# Cheilosia
Cheilosia je rod pestřenek. Většinou jsou černé nebo nevýrazné, bez zářivých barev a pruhování jako jiné druhy pestřenek. Je to jeden z nejvíce diverzifikovaných rodů. Biologie mnoha druhů je málo známa, ale u kterých ano, tak larvy druhu Cheilosia se živí v stoncích rostlin nebo v houbách.

## Druhy vyskytující se v přírodě ČR[2]
- Cheilosia s. str.
  - Cheilosia aerea Dufour, 1848
  - Cheilosia albipila Meigen, 1838
  - Cheilosia albitarsis (Meigen, 1822)
  - Cheilosia barbata Loew, 1857
  - Cheilosia bergenstammi Becker, 1894
  - Cheilosia brachysoma Egger, 1860
  - Pestřenka devětsilová Cheilosia canicularis (Panzer, 1801)
  - Cheilosia carbonaria Egger, 1860
  - Cheilosia chloris (Meigen, 1822)
  - Cheilosia clama Claussen & Vujić, 1995
  - Cheilosia cynocephala Loew, 1840
  - Cheilosia flavipes (Panzer, 1798)
  - Cheilosia fraterna (Meigen, 1830)
  - Cheilosia frontalis Loew, 1857
  - Cheilosia gigantea (Zetterstedt, 1838)
  - Cheilosia grossa (Fallén, 1817)
  - Cheilosia himantopus (Panzer, 1798)
  - Cheilosia impressa Loew, 1840
  - Cheilosia lasiopa Kowarz, 1885
  - Cheilosia latifrons (Zetterstedt, 1843)
  - Cheilosia lenis Becker, 1894
  - Cheilosia melanopa (Zetterstedt, 1843)
  - Cheilosia melanura Becker, 1894
  - Cheilosia mutabilis (Fallén, 1817)
  - Cheilosia nebulosa Verrall, 1871
  - Cheilosia orthotricha Vujić & Claussen, 1994
  - Cheilosia pagana (Meigen, 1822)
  - Cheilosia pascuorum Becker, 1894
  - Cheilosia pini Becker, 1894
  - Cheilosia proxima (Zetterstedt, 1843)
  - Cheilosia psilophthalma Becker, 1894
  - Cheilosia ranunculi Doczkal, 2000
  - Cheilosia rhynchops Egger, 1860
  - Cheilosia rufimana Becker, 1894
  - Cheilosia urbana (Meigen, 1822)
  - Cheilosia variabilis (Panzer, 1798)
  - Cheilosia velutina Loew, 1840
  - Cheilosia vernalis (Fallén, 1817)
  - Cheilosia vulpina (Meigen, 1822)